# Estación Siqueira Campos / Copacabana
La estación Siqueira Campos / Copacabana es una estación de la línea 1 del Metro de Río de Janeiro en Brasil.  Fue inaugurada en el 2003 siendo la segunda estación del barrio de Copacabana, ubicada en el cruce de las calles Siqueira Campos y Tonelero. Es una de las estaciones con mayor flujo diario de pasajeros con alrededor de 76 mil personas.
En agosto de 2022, la estación fue renombrada de "Siqueira Campos" a "Siqueira Campos / Copacabana", cuando las estaciones recibieron como sufijos los nombres de los barrios en que se encuentran.
En algunos fines de semana y feriados, la estación recibe también trenes de la línea 2.
Posee dos accesos:
- Acceso A, por la rúa Siqueira Campos.
- Acceso B, por la rúa Figueiredo de Magalhães